# Refugees Welcome
Refugees Welcome er en dansk humanitær organisation, der på frivillig basis yder juridisk rådgivning og assistance til asylansøgere og flygtninge i Danmark, arbejder på det politiske plan for at forbedre flygtninges retsstilling, og formidler information og viden om flygtninge i Danmark. Foreningens udgangspunkt er Flygtningekonventionen og menneskerettighederne. 
Organisationen stammer fra 1986, hvor den under navnet Komiteen Flygtninge Under Jorden opstod, fordi en iransk flygtning, der havde fået afslag på asyl, var blevet hjulpet af nogle danskere. I mange år gik arbejdet ud på, som organisationens oprindelige navn antyder, at hjælpe flygtninge, der var gået under jorden, men i de senere år er sigtet ændret, så arbejdet nu primært foregår i asylcentre.
Formand og talsmand for organisationen gennem flere år er Michala Clante Bendixen, der for sin indsats modtog Rådet for Menneskerettigheders hæderspris 2014. Bendixen deltager i den offentlige debat om flygtninge og asylansøgeres situation. 
Organisationen deltog blandt andet i Eritrea-sagen, hvori en delegation fra Udlændingestyrelsen var blevet udsendt til Eritrea for at finde ud, hvad der ville ske, hvis man sendte flygtninge derfra hjem. Delegationen konkluderede i en rapport, at det kunne ske uden risiko for forfølgelse af de hjemvendte, hvilket Bendixen kritiserede i skarpe vendinger, idet hun betegnede konklusionen som politisk bestillingsarbejde.
I sommeren 2015 vakte Bendixen opsigt med et åbent brev i den engelske avis The Guardian, hvori hun opfordrede flygtninge til at tage til Danmark. Initiativet blev taget for at komme en påtænkt international annoncekampagne fra integrationsminister Inger Støjberg i forkøbet; denne kampagne skulle afskrække flygtninge fra at søge til landet.

## Udgivelser
- Bendixen, Michala Clante (2011). Asylcenter Limbo : en rapport om udsendelseshindringer. Kbh.: Refugees Welcome. ISBN 978-87-994866-0-1.
- "Nyhedsbrev". 2013. ISSN 2246-7467. {{cite journal}}: Cite journal kræver |journal= (hjælp)
- Bendixen, Michala Clante (2013). Undtagelsens karakter : en rapport om humanitær opholdstilladelse. Kbh.: Refugees Welcome. ISBN 978-87-994866-1-8.
- Bendixen, Michala Clante (2020). Velbegrundet frygt : om troværdighed og risiko i asylsager. Kbh.: Refugees Welcome. ISBN 978-87-994866-2-5.
- Bendixen, Michala Clante (2021). En fast hånd i ryggen : om afviste asylansøgere og hjemrejse. Valby: Refugees Welcome. ISBN 978-87-994866-4-9.
- Bendixen, Michala Clante (2023). "De ved ikke, hvor meget stress, vi har" : kvinder i asylsystemet og integrationsprocessen. Valby: Refugees Welcome. ISBN 978-87-994866-6-3.

Dertil kommer en række engelske oversættelser, som er tilgængelige på organisationens hjemmeside som e-bøger.